# Haruka Tachimoto
Haruka Tachimoto –en japonés, 田知本 遥, Tachimoto Haruka– (Imizu, 3 de agosto de 1990) es una deportista japonesa que compite en judo.
Participó en los Juegos Olímpicos de Río de Janeiro 2016, obteniendo una medalla de oro en la categoría de –70 kg. Ganó una medalla de plata en el Campeonato Asiático de Judo de 2011.

## Palmarés internacional
| Juegos Olímpicos    | Juegos Olímpicos        | Juegos Olímpicos | Juegos Olímpicos |
| Año                 | Lugar                   | Medalla          | Categoría        |
| ------------------- | ----------------------- | ---------------- | ---------------- |
| 2016                | Río de Janeiro (Brasil) | Medalla de oro   | –70 kg           |
| Campeonato Asiático |                         |                  |                  |
| Año                 | Lugar                   | Medalla          | Categoría        |
| 2011                | Abu Dabi (EAU)          | Medalla de plata | –70 kg           |